# Міста Кіровоградської області

Кіровоградська область на карті України

До складу Кіровоградської області входять 12 міст. Найбільшим містом області є Кропивницький з населенням у 219 676 осіб за даними Державної служби статистики України від 1 січня 2022 року.
Отримати статус міста в України мають право населені пункти, які мають населення понад 10 000 осіб. Цей статус мають чимало міст, які не задовольняють цій вимозі, виходячи з їхнього історичного, економічного або географічного значення. До міської території часто входять прилеглі поселення, які становлять з ним єдину соціальну, економічну та історичну спільність.
У списку показані міста та містечка Кіровоградської області, офіційні назви українською мовою, їхня площа, населення (за даними перепису 2001 року й інформації Державної служби статистики України від 1 січня 2022 року), географічні координати адміністративних центрів, мовний склад (зазначені мови, що становлять понад 1% від населення громади за даними Всеукраїнського перепису населення 2001 року), положення на карті області.
Міста України могли мати обласне та районне значення і до адміністративно-територіальної реформи 2020 року в області налічувалося 4 міст обласного значення: Знам'янка, Кропивницький, Олександрія та Світловодськ. Районного значення 8 міст: Благовіщенське, Бобринець, Гайворон, Долинська, Мала Виска, Новомиргород, Новоукраїнка та Помічна. Внаслідок адміністративно-територіальної реформи 2020 року усі міста в Україні (в тому числі і обласні центри, і міста обласного значення) включені до складу районів.

## Список міст
| Назва          | Зображення | Площа (км²) | Населення (за роками перепису та державної статистики) | Населення (за роками перепису та державної статистики) | Рідна мова (2001)                      | Карта                                                                                  |
| Назва          | Зображення | Площа (км²) | 2001                                                   | 2022                                                   | Рідна мова (2001)                      | Карта                                                                                  |
| -------------- | ---------- | ----------- | ------------------------------------------------------ | ------------------------------------------------------ | -------------------------------------- | -------------------------------------------------------------------------------------- |
| Благовіщенське |            | 7,05        | 7 526                                                  | 5 825                                                  | українська — 96,73% російська — 2,49%  | 48°19′48″ пн. ш. 30°13′56″ сх. д. / 48.33000° пн. ш. 30.23222° сх. д. · Благовіщенське |
| Бобринець      |            | 18,13       | 12 300                                                 | 10 396                                                 | українська — 97,25% російська — 2,08%  | 48°03′28″ пн. ш. 32°09′29″ сх. д. / 48.05778° пн. ш. 32.15806° сх. д. · Бобринець      |
| Гайворон       |            | 11,3        | 16 126                                                 | 14 010                                                 | українська — 95,44% російська — 4,07%  | 48°20′28″ пн. ш. 29°51′38″ сх. д. / 48.34111° пн. ш. 29.86056° сх. д. · Гайворон       |
| Долинська      |            | 12,13       | 18 768                                                 | 18 225                                                 | українська — 93,10% російська — 5,87%  | 48°06′39″ пн. ш. 32°45′53″ сх. д. / 48.11083° пн. ш. 32.76472° сх. д. · Долинська      |
| Знам'янка      |            | 15          | 29 412                                                 | 21 221                                                 | українська — 84,10% російська — 14,78% | 48°42′49″ пн. ш. 32°40′24″ сх. д. / 48.71361° пн. ш. 32.67333° сх. д. · Знам'янка      |
| Кропивницький  |            | 115         | 254 103                                                | 219 676                                                | українська — 79,43% російська — 19,11% | 48°30′36″ пн. ш. 32°16′00″ сх. д. / 48.51000° пн. ш. 32.26667° сх. д. · Кропивницький  |
| Мала Виска     |            | 12,1        | 13 132                                                 | 9 960                                                  | українська — 96,67% російська — 2,88%  | 48°38′27″ пн. ш. 31°37′38″ сх. д. / 48.64083° пн. ш. 31.62722° сх. д. · Мала Виска     |
| Новомиргород   |            | 88,58       | 13 220                                                 | 10 715                                                 | українська — 96,54% російська — 3,03%  | 48°46′51″ пн. ш. 31°38′31″ сх. д. / 48.78083° пн. ш. 31.64194° сх. д. · Новомиргород   |
| Новоукраїнка   |            | 20,6        | 19 353                                                 | 16 080                                                 | українська — 96,00% російська — 2,98%  | 48°18′56″ пн. ш. 31°31′37″ сх. д. / 48.31556° пн. ш. 31.52694° сх. д. · Новоукраїнка   |
| Олександрія    |            | 55          | 93 357                                                 | 76 097                                                 | українська — 86,30% російська — 13,19% | 48°40′07″ пн. ш. 33°06′27″ сх. д. / 48.66861° пн. ш. 33.10750° сх. д. · Олександрія    |
| Помічна        |            | 8,15        | 10 946                                                 | 8 608                                                  | українська — 94,29% російська — 4,59%  | 48°14′36″ пн. ш. 31°24′22″ сх. д. / 48.24333° пн. ш. 31.40611° сх. д. · Помічна        |
| Світловодськ   |            | 45          | 50 094                                                 | 43 130                                                 | українська — 78,73% російська — 20,76% | 49°03′09″ пн. ш. 33°12′18″ сх. д. / 49.05250° пн. ш. 33.20500° сх. д. · Світловодськ   |